# 新阿爾姆巴赫河
47°32′13.93″N 10°53′23.73″E / 47.5372028°N 10.8899250°E

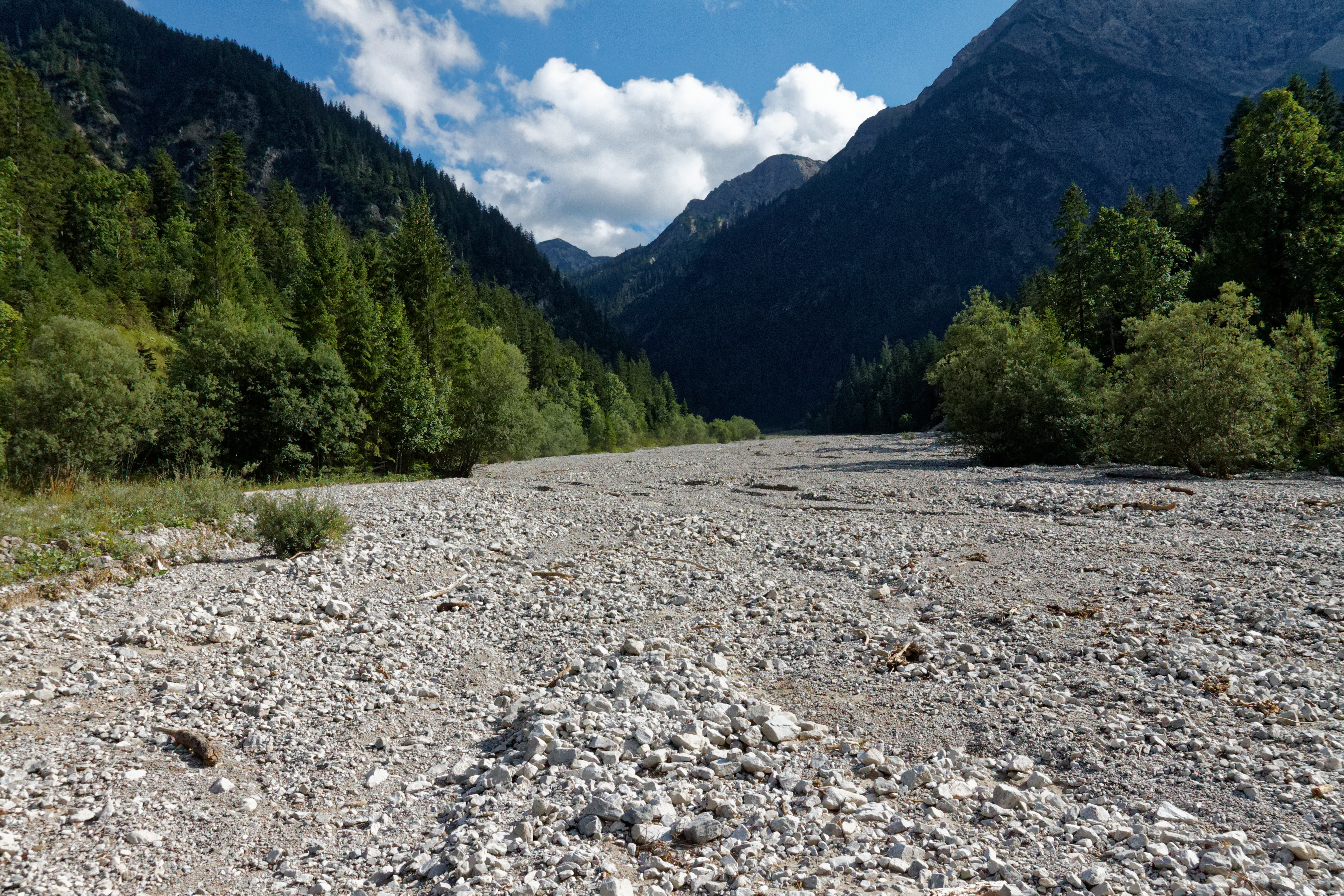

新阿爾姆巴赫河是德國的河流，位於該國東南部，由巴伐利亞負責管轄，屬於林德河的右支流，河道全長3.4公里，發源自克羅伊茨峰南面。